# Alberto López de Munain
Alberto López de Munain Ruiz de Gauna (Albéniz, Álava, 12 de marzo de 1972) es un ciclista español, ya retirado, que fue gregario durante once temporadas en el equipo Euskaltel-Euskadi.

## Trayectoria
Consiguió cuatro victorias de etapa en su mejor época como ciclista, 2000-2001. La Vuelta a Asturias fue la ronda que mejor se le dio, quedando segundo en una ocasión detrás de Joseba Beloki, y consiguiendo victorias parciales en la dura subida al Naranco y en el Alto de Acebo al año siguiente. Las otras dos victorias fueron en la etapa reina de la Clásica de Alcobendas, llegando a Navacerrada por delante de Abraham Olano y la más importante de todas ellas: la victoria en la cronoescalada inicial de la Dauphiné Libéré 2000 por delante del mítico Lance Armstrong.
Mientras corría el Giro de Italia 2005 tuvo un roce con la rueda trasera de otro corredor, perdió el equilibrio y tuvo que retirarse. Al corredor le fue diagnosticado un hidroneumotórax provocado por nueve costillas rotas, fractura de clavícula izquierda y escápula izquierda, además de tener dañado ese hombro, lo que provocó que adelantase su retirada.

## Palmarés
2000
- 1 etapa de la Vuelta a Asturias
- 1 etapa de la Dauphiné Libéré

2001
- 1 etapa de la Clásica de Alcobendas
- 1 etapa de la Vuelta a Asturias

## Resultados en Grandes Vueltas
Durante su carrera deportiva consiguió los siguientes puestos en las Grandes Vueltas:
| Carrera | Carrera         | 1996 | 1997 | 1998 | 1999 | 2000 | 2001  | 2002 | 2003 | 2004 | 2005 |
| ------- | --------------- | ---- | ---- | ---- | ---- | ---- | ----- | ---- | ---- | ---- | ---- |
|         | Giro de Italia  | —    | —    | —    | —    | —    | —     | —    | —    | —    | Ab.  |
|         | Tour de Francia | —    | —    | —    | —    | —    | 77.º  | —    | 98.º | —    | —    |
|         | Vuelta a España | —    | —    | —    | 71.º | 30.º | 129.º | 65.º | —    | 91.º | —    |

—: No participa

Ab.: Abandono

## Equipos
- Euskaltel-Euskadi (1996-2005)
  - Euskadi (1996-1997)
  - Euskaltel-Euskadi (1998-2005)